# رود غافين
رود غافين (بالإنجليزية: Rod Gavin)‏ هو راكب الكنو نيوزيلندي، ولد في 20 مايو 1949.

## وصلات خارجية
- رود غافين على موقع أوليمبيديا (الإنجليزية)